# Enkhtaivan Bolor-Erdene
Enkhtaivan Bolor-Erdene, né le 8 juin 1995 à Oulan-Bator, est un coureur cycliste mongol.

## Palmarès et résultats

### Palmarès sur route
- 2015
  - 3e du championnat de Mongolie sur route espoirs
- 2016
  -  Champion de Mongolie sur route espoirs
  - 2e du championnat de Mongolie du contre-la-montre espoirs
  - 3e du championnat de Mongolie du contre-la-montre
  - 3e du championnat de Mongolie sur route
- 2017
  - 2e du championnat de Mongolie du contre-la-montre
  - 3e du championnat de Mongolie sur route
- 2018
  - 2e du championnat de Mongolie du contre-la-montre
- 2019
  -  Champion de Mongolie du contre-la-montre
- 2020
  -  Champion de Mongolie du contre-la-montre
- 2021
  -  Champion de Mongolie sur route
  - Tour de Mongolie :
    - Classement général
    - Prologue, 1re et 2e, 4e (contre-la-montre par équipes), 5e et 7e (contre-la-montre) étapes
- 2022
  - 2e du championnat de Mongolie du contre-la-montre
- 2023
  - 2e (contre-la-montre par équipes), 4e et 6e étapes du Tour de Mongolie
  - 3e du Tour de Mongolie

### Classements mondiaux
| Année                                 | 2015 | 2016  | 2017 | 2018  | 2019  | 2020 | 2021 | 2022  | 2023 | 2024  |
| ------------------------------------- | ---- | ----- | ---- | ----- | ----- | ---- | ---- | ----- | ---- | ----- |
| Classement mondial                    |      | 1402e | 937e | 1192e | 1250e | 895e | 778e | 1569e | 952e | 1359e |
| UCI Asia Tour                         | 292e | 228e  | 119e | 171e  | 79e   | 43e  | 16e  | 129e  | 64e  | 94e   |
|                                       |      |       |      |       |       |      |      |       |      |       |
| Légende : nc = non classéSource : UCI |      |       |      |       |       |      |      |       |      |       |

### Palmarès en VTT
- 2021
  - 2e du championnat de Mongolie de cross-country
  - 3e du championnat de Mongolie de cross-country marathon